# Erwin Bader
Erwin Bader (* 10. Oktober 1943 in Schladming) ist ein österreichischer Professor für Philosophie im Ruhestand.

## Leben und Werk
Erwin Bader wurde als Sohn des Lehrers und Kunstmalers Ernst Petrus Maria Bader und der Lehrerin Ludmilla Bader geboren.
Er studierte zuerst Psychologie, Philosophie und Zoologie in Graz, dann Politikwissenschaft und Rechtsphilosophie bei René Marcic in Salzburg, später auch katholische Religionspädagogik. Während seiner Studienzeit war er im Verband Sozialistischer Studentinnen und Studenten Österreichs (VSStÖ) in Graz und auf Bundesebene aktiv.
Er war Universitätslektor am Institut für Politikwissenschaft der Universität Salzburg, dann Religionslehrer an höheren Schulen in Wien und nach einigen Jahren als Assistent bei Norbert Leser zuletzt ao. Universitätsprofessor am Institut für Philosophie der Universität Wien.
Sein besonderes Interesse gilt Fragen der Ethik, des Weltethos, der Sozial- und Religionsphilosophie (Dialog der Religionen) sowie der christlichen Soziallehre. Er wirkte lange Zeit als Vorsitzender des Universitätszentrums für Friedensforschung in Wien und ist jetzt als Vizepräsident der Initiative Weltethos Österreich aktiv.
Im Ruhestand arbeitet Bader weiterhin an der Universität, betreut Studenten, schreibt Bücher und Aufsätze und hält Vorträge sowie gelegentlich auch Predigten. Er ist verheiratet, hat zwei Töchter und sechs Enkel.

## Wissenschaftliche Leistungen
Über die Philosophie hinaus hat Bader auf interdisziplinäre und internationale Kooperation geachtet. Er kooperierte mit zahlreichen Wissenschaftlern unterschiedlicher Disziplinen. Nach dem Urteil des Marxismus-Forschers Norbert Leser hat Bader „den exakten Nachweis erbracht, dass die Marx zugeschriebene Lehre vom Absterben des Staates eigentlich eine Schöpfung des Mitstreiters von Karl Marx, nämlich Friedrich Engels ist.“
Bader hat an der Universität Wien und darüber hinaus den Dialog der Religionen praktiziert und gefördert. Viele seiner Publikationen betreffen Personen, deren Bedeutung in der wissenschaftlichen Öffentlichkeit bis dahin nicht gewürdigt worden waren.
Im Rahmen der Friedensforschung betonte Bader die friedensstiftenden Möglichkeiten auf der Grundlage echter Neutralität und verlangte die Ächtung der Atombombe (Kriegsverbrechen).

## Sonstige Leistungen
Über seine wissenschaftliche Aktivität hinaus erwarb er internationale Aufmerksamkeit durch seine Anfechtung der Volksabstimmung über den Beitritt Österreichs zur Europäischen Union beim Verfassungsgerichtshof mit Unterstützung von Inge Rauscher zur Beschaffung der notwendigen Unterschriften und der Klage beim Europäischen Gerichtshof für Menschenrechte, unterstützt von Freda Meissner-Blau. Auch sein konsequentes Eintreten für die Beibehaltung der immerwährenden Neutralität Österreichs fand Beachtung.

## Anerkennungen
- 1977: Adolf-Schärf-Preis
- 1991: Leopold-Kunschak-Preis
- 1992: Karl-von-Vogelsang-Staatspreis für Geschichte der Gesellschaftswissenschaften[6]
- seit 2012 Aufnahme in: "2000 Outstanding Intellectuals of the 21st Century"
- "Who is who in the world"

## Publikationen
Monographien
- Der Staatsbegriff im Denken von Karl Marx. Eine Überprüfung der ihm zugeschriebenen Theorien vom Absterben des Staates, Eigenvervielfältigung, Phil. Diss. Salzburg 1972 (217 Seiten)
- Karl von Vogelsang – Die geistige Grundlegung der christlichen Sozialreform, Wien: Herder 1990 (303 Seiten), ISBN 3-210-24992-X
- Christliche Sozialreform. Beiträge zur Sozialphilosophie in einer veränderten Welt. Mit einem Vorwort von Norbert Leser und dem Text der neuen Sozialenzyklika, Wien: Herder 1991, (208 Seiten) ISBN 3-210-25108-8
- Die geistige Grundlegung der christlichen Sozialreform am Beispiel Karl von Vogelsangs, Habilitationsschrift, Wien 1991, (575 Seiten)
- Karl Kummer. Ein Leben für die Sozialpartnerschaft, Wien: Schriftenreihe des Instituts für Sozialpolitik und Sozialreform (Dr. Karl-Kummer-Institut) 1993, 143 Seiten
- Staat und Religion bei Karl Marx. Absterben oder Veränderung? Reihe Boethiana – Forschungsergebnisse zur Philosophie, Bd. 87, Hamburg: Verlag Dr. Kovac 2009, ISBN 978-3-8300-3146-8
- 10 Gebote reloaded. Wegweiser zum geglückten Leben, Goldegg Verlag Wien 2010, ISBN 3-902729-21-X bzw. ISBN 978-3-902729-21-7
- Riccardo Lombardi und das Konzil. Kann Liebe die Welt verändern? Vorwort von Federico Lombardi (Vatikan), LIT Verlag Wien 2016, ISBN 3-643-50764-X bzw. ISBN 978-3-643-50764-8
- Friede – Gerechtigkeit – Gottvertrauen, Aufsatzsammlung anlässlich des 80. Geburtstags, hrsg. v. Paul R. Tarmann, Purkersdorf: Johannes Martinek Verlag 2023, ISBN 978-3-9519838-9-9

Herausgeberschaft
- Die Macht des Geistes. Festgabe für Norbert Leser zum 70. Geburtstag, Frankfurt / Main – Wien: Peter Lang-Verlag 2003, ISBN 3-631-39134-X
- Karl Lugmayer und sein Werk. Seine politisch-soziale Bedeutung und Aktualität. (Forschungsbericht, 418 S.), Dr. Karl-Kummer-Institut, Wien 2004
- Dialog der Religionen. Ohne Religionsfrieden kein Weltfrieden. Mit Beiträgen von Religionsvertretern, Theologen und Philosophen, Austria: Forschung und Wissenschaft. Philosophie, Band 1, Wien – Münster: LIT Verlag 2005; 2. Aufl. 2006, ISBN 3-8258-8929-7
- Karl Lugmayer und sein Werk. Seine politisch-soziale Bedeutung und Aktualität, Wien – Münster: LIT Verlag 2007, ISBN 3-8258-9529-7
- Weltethos – Weltfrieden – Weltreligionen, hrsg. i. A. d. Initiative Weltethos Österreich. Mit einem Geleitwort von Hans Küng, Austria: Forschung und Wissenschaft. Philosophie, Band 6, Wien – Münster: LIT Verlag 2007, ISBN 978-3-7000-0685-5, ISBN 978-3-8258-0463-3 bzw. ISBN 3-8258-0463-1
- Terrorismus – Eine Herausforderung unserer Zeit, Frankfurt – Wien: Peter Lang-Verlag 2007, ISBN 978-3-631-54923-0
- Weltethos und Globalisierung, hrsg. i. A. d. Initiative Weltethos Österreich, Austria: Forschung und Wissenschaft. Philosophie, Band 8, Wien – Münster: LIT Verlag 2008, ISBN 978-3-7000-0834-7 bzw. ISBN 978-3-8258-1310-9
- (gem. mit Franz Lugmayer): Karl Lugmayer: Philosophie der Person, mit einer Einleitung von Erwin Bader und Paul R. Tarmann, Frankfurt – Wien: Peter Lang-Verlag 2009, ISBN 978-3-631-58390-6
- Krieg oder Frieden. Interdisziplinäre Zugänge, Wien 2013, ISBN 978-3-643-50511-8
- (gem. mit Paul R. Tarmann): Um Mensch und Recht. Zum 50. Todestag des humanistischen Rechtsphilosophen René Marcic, Purkersdorf: Johannes Martinek Verlag 2021, ISBN 978-3-9519838-5-1